# جان-ليو روشون
جان-ليو روشون هو سياسي كندي، ولد في 3 يوليو 1902 في ميرابيل في كندا، وتوفي في 21 يونيو 1988 في مونتريال في كندا. نشط حزبياً في الحزب الليبرالي الكندي وحزب كيبيك الليبرالي. وقد انتخب عضو الجمعية الوطنية في كيبك ‏ وانتخب عضو مجلس العموم الكندي.